# Пакора (Колумбия)
Пакора (исп. Pácora) — город и муниципалитет в центральной части Колумбии, на территории департамента Кальдас. Входит в состав субрегиона Северный Кальденсе.

## История
Поселение, из которого позднее вырос город, было основано 6 декабря 1831 года. Муниципалитет Пакора был выделен в отдельную административную единицу 12 октября 1832 года.

## Географическое положение

Муниципалитет Пакора

Город расположен в северной части департамента, в пределах горной местности Центральной Кордильеры, на левом берегу реки Пакора (правый приток Кауки), на расстоянии приблизительно 49 километров к северу от города Манисалес, административного центра департамента. Абсолютная высота — 1809 метра над уровнем моря.
Муниципалитет Пакора граничит на севере и востоке с территорией муниципалитета Агуадас, на юге — с муниципалитетом Саламина, на юго-западе — с муниципалитетом Ла-Мерсед, на западе — с муниципалитетом Мармато, на северо-западе — с территорией департамента Антьокия. Площадь муниципалитета составляет 265,9 км².

## Население
По данным Национального административного департамента статистики Колумбии, совокупная численность населения города и муниципалитета в 2024 году составляла 15 791 человек.
Динамика численности населения муниципалитета по годам:
| 2005   | 2010   | 2015   | 2020   | 2021   | 2022   | 2023   | 2024   |
| ------ | ------ | ------ | ------ | ------ | ------ | ------ | ------ |
| 15 196 | 13 472 | 11 952 | 15 509 | 15 536 | 15 606 | 15 680 | 15 791 |